# Hazewind (Lo-Reninge)
Hazewind is een gehucht in de West-Vlaamse gemeente Lo-Reninge.
Op de Ferrariskaarten (1770-1778) werd het gehucht aangeduid als Haesewyndeken. Omstreeks 1850 werd de huidige N 364 tussen Lo en Nieuwkapelle aangelegd, welke ter hoogte van Hazewind een stompe knik maakt. De oude weg naar Lo, welke een kronkelig verloop kende, verdween, maar de Hazewindstraat naar Nieuwkapelle bleef bestaan.
Het gehucht ligt tegenwoordig ingeklemd tussen de N 364 en de Grote Beverdijkvaart.